# Bojan Šaranov
Bojan Šaranov (født 22. september 1987) er en serbisk fodboldspiller, som i øjeblikket er Målmand for Radnički Niš.